# 卡爾米基夫卡 (舊別利斯克區)
49°18′18″N 38°40′13″E / 49.30500°N 38.67028°E
卡爾米基夫卡（烏克蘭語：Калмиківка）是位於烏克蘭東部的村莊，由盧甘斯克州舊比利斯克區的舊比利斯克市鎮負責管轄。該村始建於1776年，面積3.48平方公里，海拔高度110米，2001年人口709，人口密度每平方公里204人。